# Parçay-sur-Vienne
Parçay-sur-Vienne é uma comuna francesa na região administrativa do Centro, no departamento Indre-et-Loire. Estende-se por uma área de 19,07 km². Em 2010 a comuna tinha 649 habitantes (densidade: 34 hab./km²).